# Sąsiedztwo Moore’a
|  |  |  |
|  |  |  |
|  |  |  |

Sąsiedztwo Moore’a lub otoczenie Moore’a – zbiór ośmiu komórek automatu komórkowego, które otaczają komórkę centralną, czyli sąsiadem jest każda komórka, która z centralną graniczy krawędzią lub wierzchołkiem. Centralna komórka nie należy do tego sąsiedztwa. Nazwa jego pochodzi od Edwarda F. Moore’a.
Sąsiedztwo Moore’a jest wykorzystane w automacie komórkowym Life (z ang. gra w życie) i w automacie wireworld.